# Петар Савић
Петар Савић је био српски ветеринар, преводилац и отац нуклеарног физичара Павла Савића. Учествовао је као марвени лекар у Балканским ратовима и Првом светском рату.

## Биографија
Био је пореклом из Свилајнца. Студирао је ветерину у Француској у доба Драјфусове афере, био је социјалиста, и због својих напредних идеја изгубио државну стипендију и протеран је из Француске. Био је пријатељ са Душаном Поповићем и симпатизер Жана Жореса. Преводио је са француског Шарла Бодлера, Ги де Мопасана и Алфонса Додеа. Оженио се 11. новембра 1907. године, Аном. ћерком трговца Трифуна Хаџи Трипковића у цркви Свети Никола у Алексинцу. Ана је била несуђена глумица и песничка душа и рођена сестра Косте Стојановића. Кум на венчању им је био доктор Лазар Басарабић, а стари сват алексиначки доктор Ђорђе Дада (обојица Цинцари). Син Павле родио се у Солуну 10.1.1909., и постаће значајан нуклеарни физичар који је радио са Иреном Жолио-Кири.

## Каријера
Петар је био марвени лекар у алексиначком артиљеријском пуку, и учествовао и у Балканским ратовима и у Првом светском рату. Радио је и у Солуну у српској царинској зони, а у току рата повлачио се преко Призрена, и од 1915 до 1917. радио у Алексинцу након чега одлази у Свилајнац.